# وادیلال
وادیلال (انگلیسی: Vadilal) شرکت خوشه‌ای هندی است، که در سال ۱۹۰۷ تأسیس شد.